# Neochera proxima
Neochera proxima är en fjärilsart som beskrevs av Rothschild 1896. Neochera proxima ingår i släktet Neochera och familjen nattflyn. Inga underarter finns listade i Catalogue of Life.